# Wrist
«Wrist» —en español: «Muñeca»— es una canción del artista norteamericano Chris Brown para su álbum de estudio Royalty. Fue lanzada junto con pedidos anticipados del álbum en iTunes el 3 de diciembre de 2015. Fue producida por The MeKanics y Khemasis, cuenta con la aparición especial de Solo Lucci.

## Formatos
- Descarga digital[5]

1. Wrist (Explícito) — (con Solo Lucci) — 3:14

## Vídeo musical
El 4 de diciembre de 2015, Chris subió el audio de "Wrist" en sus cuentas de YouTube y VEVO.